# كنيسة القديس فيتالي

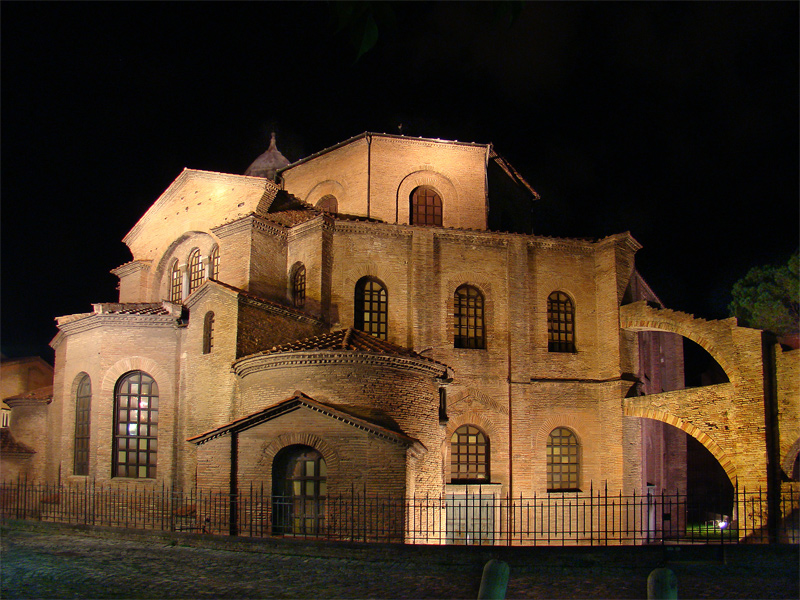
كنيسة القديس فيتالي

كنيسة القديس فيتالي في كنيسة تقع في مدينة رافينا الإيطالية، وتعد أفضل نموذج للفن البيزنطي القديم.